# Francisca Oteng-Mensah
Pour les articles homonymes, voir Mensah.
Francisca Oteng-Mensah (née le 14 février 1993), est une femme politique ghanéenne, membre du Parlement du Nouveau Parti patriotique pour la circonscription de Kwabre Est et elle est connue comme la plus jeune parlementaire de la quatrième république du Ghana au moment de son élection en 2016,,.

## Jeunesse
Francisca est née à l'hôpital Aboaso de Mamponteng (en) Région Ashanti  le 14 février 1993. Elle est la fille de Joyce Oteng  et Kwaku Oteng, un médecin et dirigeant d'une société de plantes médicinales, Angel Group of Companies.

## Éducation
Francisca fait ses études primaires à l'école catholique de Mamponteng, puis à la Revival Preparatory School à Breman et enfin la Supreme Saviour International où elle a terminé sa sixième primaire. Elle fait ses études secondaires au Angel Educational Complex et à l'école secondaire St. Roses (en) pour terminer ses études secondaires. 
Elle s'inscrit à la faculté de droit de l'université Kwame Nkrumah (KNUST) de Kumasi. C'est durant sa deuxième année de droit qu'elle s'est portée candidate aux élections législatives de 2016.

## Carrière
Avant sa nomination en tant que députée, elle était employée comme secrétaire dans la société Angel Group of Companies à Kumasi.  En décembre 2017, elle a été nommée présidente de l'Autorité nationale de la jeunesse.

## Politique
Lors des élections générales de 2016, elle est élue députée dans la circonscription de Kwabre Est (en) dans la région Ashanti. Elle est la plus jeune députée du Parlement, élue à l'âge de 23 ans.